# Arrondissement Beaune
Arrondissement Beaune (fr. Arrondissement de Beaune) je správní územní jednotka ležící v departementu Côte-d'Or a regionu Burgundsko ve Francii. Člení se dále na 10 kantonů a 194 obcí.

## Kantony
- Arnay-le-Duc
- Beaune-Nord
- Beaune-Sud
- Bligny-sur-Ouche
- Liernais
- Nolay
- Nuits-Saint-Georges
- Pouilly-en-Auxois
- Saint-Jean-de-Losne
- Seurre